# Nicklas Bergh
Nicklas Bergh (* 6. September 1982 in Eskilstuna, Södermanlands län) ist ein schwedischer Fußballspieler. Der Torwart spielte für AIK in der Allsvenskan.

## Werdegang
Bergh begann mit dem Fußballspielen bei Triangelns IK in seiner Heimatstadt Eskilstuna. 1998 wechselte er in die Jugendmannschaft des Ortsrivalen und ehemaligen Erstligisten IFK Eskilstuna. Dort stieg er 2000 in den Kader der in der fünften Liga spielenden ersten Mannschaft auf. 2002 zog er innerhalb Eskilstunas zum Eskilstuna City FK in die viertklassige Division 2 weiter.
Im Sommer 2005 wechselte Bergh als dritter Ersatztorhüter hinter Daniel Örlund und Kjell Jönsson zu Erstligaabsteiger AIK in die Superettan. Zwar rückte er nach dem Abschied Jönssons in der Mitte der folgenden Spielzeit zum zweiten Torhüter auf, kam aber zunächst nur im schwedischen Landespokal zum Einsatz. Daher wurde er für die Zweitligaspielzeit 2007 an Enköpings SK verliehen und kam in 18 Partien zum Einsatz. Nach seiner Rückkehr zu AIK saß er zunächst wieder auf der Ersatzbank. Am 5. Mai 2008 kam er schließlich zu seinem Erstligadebüt, als er beim 1:0-Erfolg über Halmstads BK das Tor hütete. Kurze Zeit später verlängerte er seinen Vertrag beim Klub aus Solna um zwei Jahre. Im Sommer verließ Örlund den Klub auf Leihbasis in Richtung Norwegen und Bergh beerbte ihn kurzzeitig als ersten Torhüter, musste jedoch nach wenigen Partien dem neu verpflichteten Tomi Maanoja als Stammtorhüter den Platz zwischen den Pfosten überlassen. Nach der Rückkehr Örlunds vor der Spielzeit 2009 blieb er Ersatzmann und blieb beim Gewinn des Meistertitels ohne Spielminute, kam aber im Landespokal zum Einsatz und verhalf somit zum Finaleinzug. Beim 2:0-Endspielerfolg gegen IFK Göteborg saß er auf der Ersatzbank.
Beim Kampf um den Stammplatz im Tor nach dem Abschied Örlunds zum Jahresende, der nach Norwegen wechselte, musste Bergh Anfang März 2010 einen Rückschlag hinnehmen. Beim Training verletzte er sich an der Achsel, so dass er operiert werden musste und ungefähr vier Monate ausfällt. Im Sommer des Jahres verpflichtete der Klub mit dem Kroaten Ivan Turina einen weiteren Torhüter, so dass der Verein ihn aufgrund der Konkurrenz von Tomi Maanoja und Kyriakos Stamatopoulos nicht mehr benötigte und sich angesichts des auslaufenden Kontrakts von ihm trennte.
Im Januar 2011 vermeldete Bergh seine Rückkehr zum Viertligisten Eskilstuna City. Dort war er auf Anhieb Stammspieler und bestritt alle 22 Saisonspiele in der Spielzeit 2011, als er als Meister der Viertliga-Staffel Södra Svealand mit dem Klub am Ende des Jahres in die drittklassige Division 1 aufstieg. Dort lief er bis zum erneuten Abstieg zwei Spielzeiten später in 47 Ligaspielen auf. Nach zwei weiteren Spielzeiten in der Viertklassigkeit wechselte er 2016 zum Ligakonkurrenten Motala AIF.